# Концерт для фортепиано с оркестром № 1 (Лист)
Концерт для фортепиано с оркестром № 1 — произведение Ференца Листа, написанное в тональности ми-бемоль мажор. Основной мотив был сочинён в 1830 году, а окончательная версия датируется 1849. Одночастный по форме, концерт состоит из четырёх разделов, исполняющихся без перерыва, общей продолжительностью около 20 минут. Премьера концерта произошла в Веймаре в 1855 году, солировал сам Лист, а дирижёром был Гектор Берлиоз.

## История создания
Лист начал написание концерта в 19 лет, в альбоме от 1830 года. В 1849 работа была завершена, но в 1853 он сделал дальнейшие корректировки. Между первым исполнением в 1855 и публикацией в 1856 в произведение также были внесены изменения. Бела Барток так отозвался об этом произведении:

Первая идеальная реализация циклической сонатной формы, с общими формами, построенными на вариации
Оригинальный текст (англ.)the first perfect realization of cyclic sonata form, with common themes treated on the variation principle
— цит. по Robert Collet, “Works for Piano and Orchestra,” in Franz Liszt: The Man and His Music, ed. Alan Walker (London: Barrie & Jenkins, 1970), 260

## Части произведения
1. Allegro maestoso
Оркестр вступает с основной темой произведения. Затем идёт пассаж на фортепиано, охватывающий 4 октавы, переходящий в спокойный дуэт фортепиано и кларнета, вскоре вновь подводящий к главной теме.
2. Quasi adagio
Виолончель и контрабас вступают в Адажио в унисон, с тихим, певучим кантабиле. После, тему струнных развивает фортепиано, и часть достигает кульминации в фортиссимо, затем динамика постепенно ослабляется. После небольшой паузы, вступает весь оркестр — виолончели играют тему, а фортепиано — быстрые и торопливые ответы. Затем, начинают играть новый мотив духовые инструменты, а фортепиано играет украшения в верхнем регистре и заканчивает раздел.
3. Allegretto vivace — Allegro animato
Этот раздел открывается партией треугольника, затем вступает струнный квартет. После этого, с той же мелодией вступает фортепиано, и развивает её, включая темы из предыдущих разделов — что придаёт концерту уникальную форму. Раздел завершается фортепианным пассажем и аккордом фа-минор.
4. Allegro marziale animato
Оркестр играет тот же мотив, что и духовые в предыдущем разделе, медные духовые играют украшения мелодии. В дальнейшем объединяются все темы, звучавшие в концерте и из них образуется новый мотив. В финальных пассажах, фортепиано играет триоли и четвертные ноты, демонстрируя полиритмы. Пьеса заканчивается в характерном бравурном стиле Листа. Последние несколько нот исполняет только оркестр, без фортепиано.

## Состав оркестра
Произведение исполняет оркестр в следующем составе:
- Соло — фортепиано
- Деревянные духовые инструменты:
  - флейта-пикколо
  - 2 флейты
  - 2 гобоя
  - 2 кларнета in B
  - 2 фагота
- Медные духовые
  - 2 валторны in F
  - 2 трубы in B
  - 3 тромбона (2 теноровых, 1 басовый)
- Ударные
  - литавры
  - тарелки
  - треугольник
- Струнные
  - скрипки (Первые, вторые)
  - альты
  - виолончели
  - контрабасы